# В-7
В-7 — дослідний прототип вертольота з реактивним приводом несучого гвинта розробки ОКБ Миля. Проєкт отримав підтримку ГВФ і військових, у військовому варіанті передбачалося його оснащення навісною системою озброєння.

## Опис
Конструкція вертольота складалася з суцільнометалевого краплеподібного фюзеляжу напівмонококової клепаной конструкції. У верхній частині силових шпангоутів монтувалася на болтах лита плита. До фланця плити кріпився редуктор, що складався з валу несучого гвинта (на його осі змонтували втулку несучого гвинта з лопатями і автомат перекосу) і приводів агрегатів. До переднього торця плити приєднувався кронштейн з гойдалками управління і гідропідсилювачами. З боків фюзеляжу знаходилося троє дверей.
У кабіні крім пілота могли розміститися три пасажири або одні ноші з хворим і супроводжуючий його лікар. Під підлогою знаходився паливний бак. Помпа подавала пальне в паливний регулятор, потім в колектор вала несучого гвинта і звідти відцентрова сила гнала гас до ТРД на кінцях дволопатевого несучого гвинта.
Лопаті прямокутної форми мали сталевий лонжерон з дерев'яним каркасом і фанерною обшивкою. Вони кріпилися до втулки за допомогою осьових і загального горизонтального шарнірів. У носку лопатей були прокладені дві трубки паливного живлення. Електропроводка проходила всередині лонжерона. Вгорі на кінці вала несучого гвинта монтувався струмоприймач приладів силової установки.

## Тактико-технічні характеристики
Основні характеристики
- Екіпаж: 1
- Пасажиромісткість: 3
- Довжина: 6,23 м
- Висота: 2,91 м
- Діаметр несучого гвинта:

- Маса порожнього: 730 кг
- Нормальна злітна маса: 835 кг
- Максимальна злітна маса: 1050 кг
- Силова установка: 2 × Турбореактивний двигун АИ-7

Льотні характеристики
- Крейсерська швидкість: 210 км/год
- Практична дальність: 510 км
- Перегінна дальність: 1000 км